# Stefan Rywik

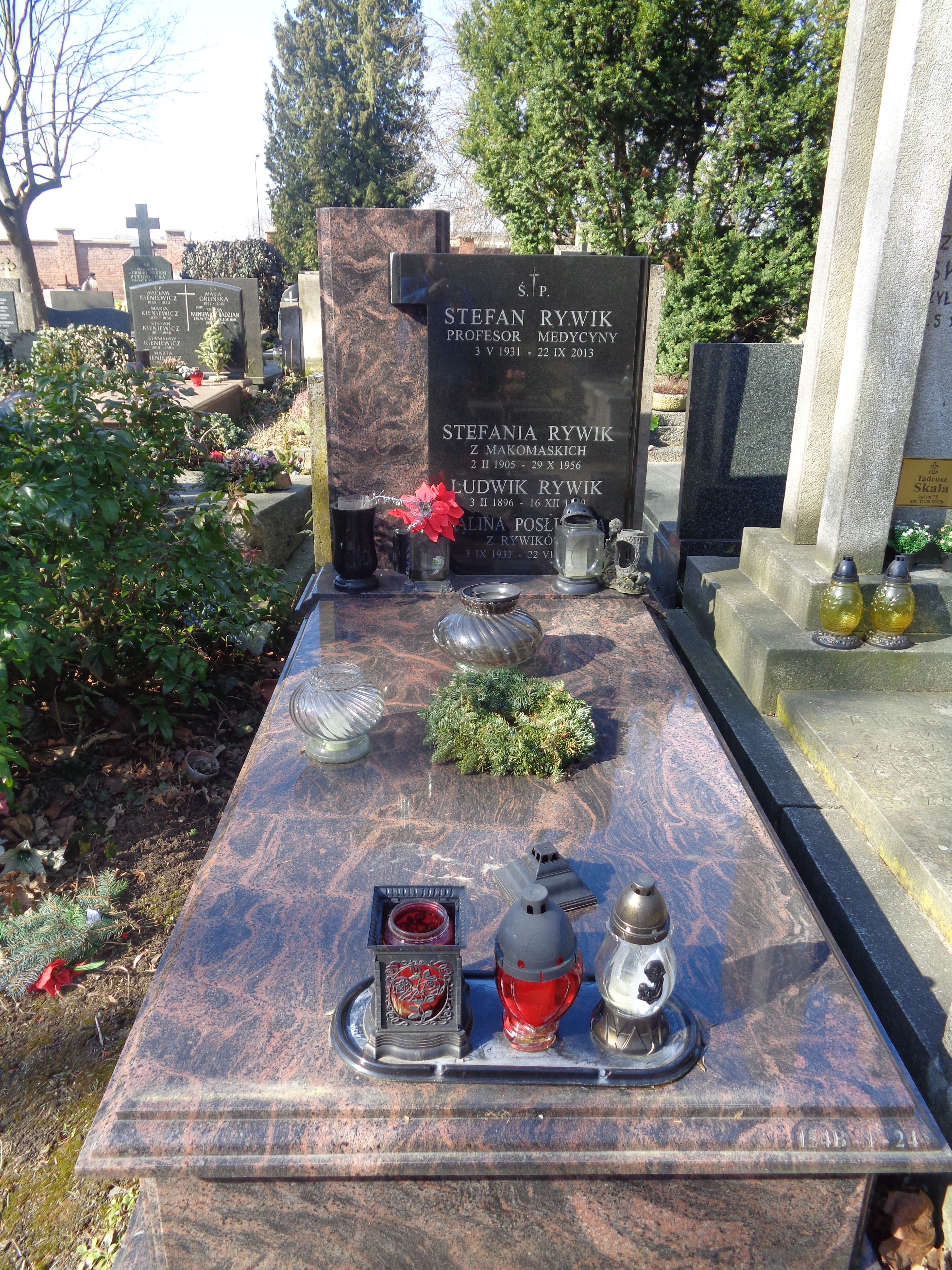
Nagrobek Stefana Rywika na Cmentarzu Powązkowskim

Stefan Rywik (ur. w 1931, zm. 22 września 2013) – polski lekarz, prof. dr hab. n. med., specjalista w zakresie epidemiologii kardiologicznej, pracownik IV Kliniki Chorób Wewnętrznych Akademii Medycznej w Warszawie i Instytutu Kardiologii im. Prymasa Tysiąclecia Stefana Kardynała Wyszyńskiego, zastępca dyrektora do spraw naukowych i członek rady naukowej Instytutu Żywności i Żywienia, członek zarządu Polskiego Naukowego Towarzystwa Otyłości i Przemiany Materii.

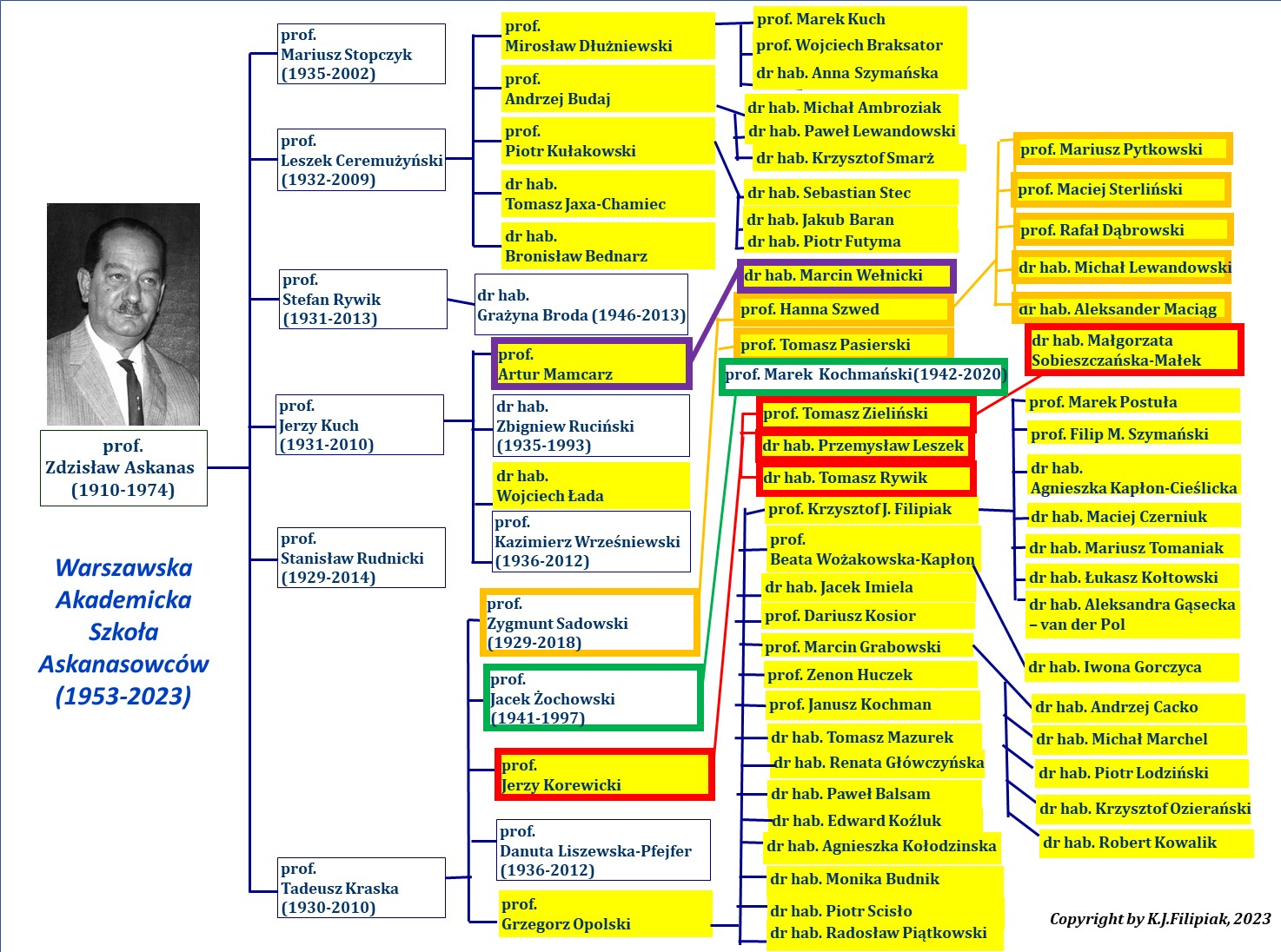
Drzewo genealogiczne przedstawicieli Warszawskiej Akademickiej Szkoły Kardiologii wywodzącej się od prof. Zdzisława Askanasa, do której należał prof. Stefan Rywik

Stopień naukowy doktora uzyskał pod kierunkiem prof. Zdzisława Askanasa
Był członkiem władz Polskiego Towarzystwa Kardiologicznego.